# Thalassema diaphanes
Thalassema diaphanes is een lepelworm uit de familie Thalassematidae.
De wetenschappelijke naam van de soort werd in 1888 gepubliceerd door Carel Philip Sluiter.